# Gajah Mada

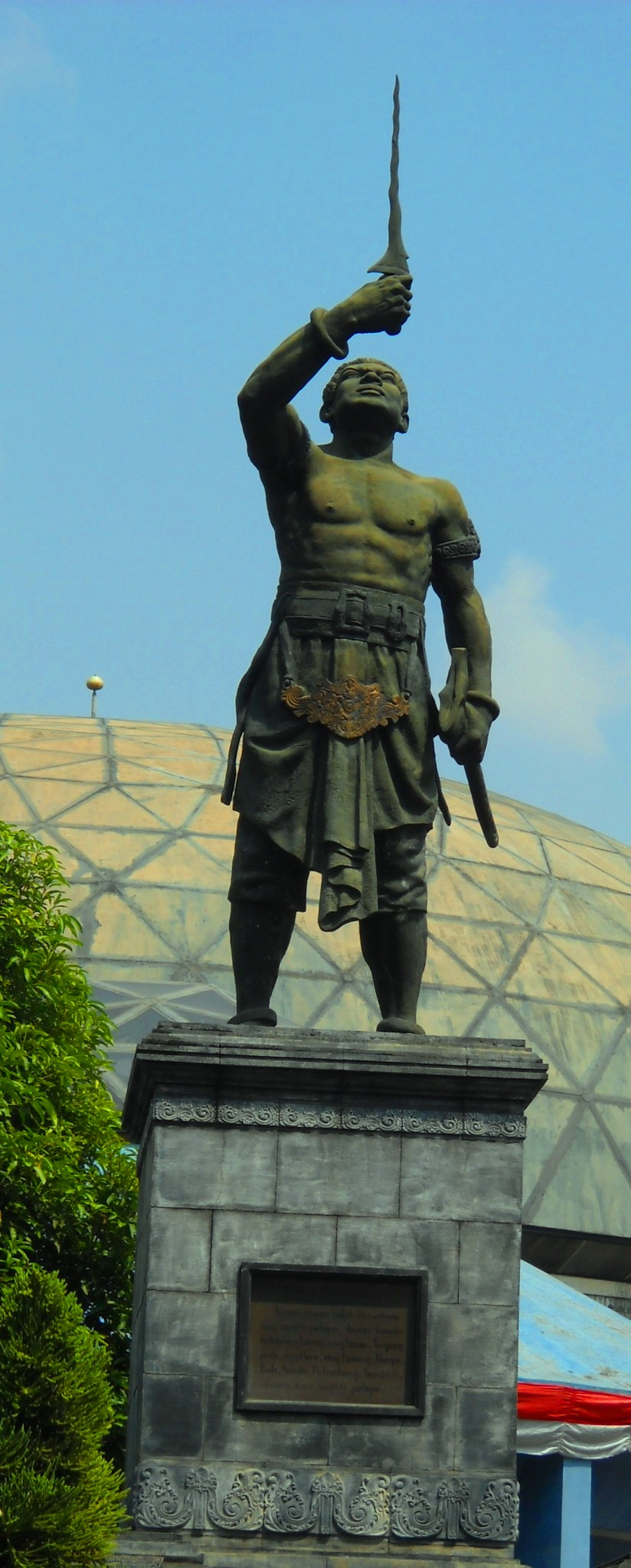
Heroische Statue von Gajah Mada vor dem Telecommunication Museum im Taman Mini Indonesia Indah, Jakarta

Gajah Mada, auch Gadjah Mada († 1364) war von 1331 bis zu seinem Tod Premierminister und Militärführer von Majapahit. Er leistete den Schwur Sumpah Palapa, keine gewürzten Speisen mehr zu essen, bis große Teile des Malaiischen Archipel unter der Macht Majapahit vereint sind.
Unter seiner Regentschaft dehnte sich der Machtbereich des Reichs über Java, Sumatra bis nach Bali 1343 aus.
Heute trägt die Gadjah-Mada-Universität in Yogyakarta seinen Namen.

## Frühes Leben
Über sein frühes Leben gibt es keine Informationen, außer dass er als Bürger geboren wurde. Seine Intelligenz, sein Mut und seine Loyalität gegenüber König Jayanagara (1309–28) verhalfen ihm zur Macht  während einer Rebellion, angeführt von Kuti im Jahr 1319. Er diente als Oberhaupt der königlichen Leibwache, die König Jayanagara nach Badander brachte, als Kuti die Hauptstadt von Majapahit eroberte. Nachdem er einen sicheren Ort für den König gefunden hatte, kehrte er in die Hauptstadt zurück und verbreitete das Gerücht, der König sei getötet worden. Er entdeckte, dass viele Offiziere durch den mutmaßlichen Tod des Königs verärgert waren und dass Kuti unter den Leuten offensichtlich unpopulär war. Da Gajah Mada wusste, dass der König immer noch treue Anhänger hatte, organisierte er heimlich eine Aufstandsbekämpfung, bei der Kuti getötet und der König wiederhergestellt wurde. Als Belohnung wurde Gajah Mada zum Patih (Minister) von Daha und später zum Patih von Daha und Janggala ernannt, eine Position, die ihn zu einem Mitglied der herrschenden Elite machte. Prapanca, ein Gerichtsdichter und Historiker, bezeichnete Gajah Mada als „eloquent, scharf, aufrichtig und nüchtern“.

## Loyalität gegenüber dem König
Gajah Madas Loyalität gegenüber Jayanagara ließ jedoch nach, als der König seine Frau in Besitz nahm. Als Jayanagara im Jahr 1328 krank wurde, wies Gajah Mada den Gerichtsmediziner Tancha an, den König während einer Operation zu töten. Nach dem Tod des Königs wurde Tancha von Gajah Mada beschuldigt und hingerichtet. Da der König keinen Sohn hatte, wurde seine Tochter Tribhuwana Wijayattungga Dewi Herrscherin.

## Zerschlagung der Rebellion in Sadeng
Während der Herrschaft von Tribhuvana (1328–50) wurde Gajah Mada allmählich die mächtigste Figur in Majapahit. Im Jahr 1331 fand in Sadeng (Ost-Java) eine Rebellion statt. Gajah Mada schickte sofort eine Militärexpedition in die Gegend, aber ein Minister von Majapahit, der Kembar genannt wurde, versuchte ihn davon abzuhalten, Sadeng zu betreten. Gajah Mada hat die Blockade gebrochen und die Schlacht gewonnen.

## Ernennung als Minister
Nach seiner Rückkehr wurde Gajah Mada als Mapatih oder Premierminister von Majapahit ernannt. Zur gleichen Zeit legte er vor dem Ministerrat einen feierlichen Eid ab, dass er Palapa (Privilegien des Urlaubs oder die Einnahmen aus seinem Lehen) nicht genießen würde, bevor er den gesamten Archipel für Majapahit erobert hatte. Als Kembar und andere Minister diese fantastische Prahlerei verspotteten, entfernte Gajah Mada mit Hilfe der Königin Kembar und ihrer Anhänger aus dem Amt. Nach seinen Plänen führte Gajah Mada 1343 eine militärische Expedition durch, die Bali eroberte.
Tribhuvana dankte 1350 ab und wurde von ihrem Sohn Hayam Wuruk abgelöst. Während seiner Regierungszeit erreichte Majapahit den Höhepunkt seiner Macht und kontrollierte den gesamten indonesischen Archipel. Der junge König schien damit zufrieden zu sein, die Führung der Angelegenheiten vollständig in den Händen seines Premierministers zu lassen.

## Auseinandersetzung mit dem König von Singhasari
Im Jahr nach dem Beitritt von Hayam Wuruk versuchte Gajah Mada, den Einfluss von Majapahit auf das westliche Java – Königreich in Sunda zu verbreiten. Er sandte eine Mission nach Sunda, in der er den Wunsch Hayam Wuruks äußerte, die Tochter des Königs von Sunda zu heiraten. Der König stimmte zu und brachte die Prinzessin zusammen mit einigen seiner Adeligen nach Majapahit. Sie zelteten in Bubat, nördlich der Hauptstadt, auf einem großen Feld, wo die Hochzeit stattfinden sollte. Es kam zu einer Meinungsverschiedenheit zwischen Gajah Mada und dem Sundanesischen König. Der erste wollte, dass der König die Prinzessin an Hayam Wuruk übergibt, aber der König und seine Adligen bestanden darauf, dass die Prinzessin als Königin von Majapahit dem Status von Hayam Wuruk entsprechen sollte.
Gajah Mada brachte Truppen herein und beabsichtigte, die Frage mit Gewalt zu entscheiden. Die edwardanischen Adligen bevorzugten den Tod der Entehrung; Anstelle einer glücklichen Hochzeit fand ein blutiges Massaker statt. Der König von Sunda wurde getötet, ebenso wie die Prinzessin und die Adeligen aus Sundanien. Nach dem Massaker scheint Sunda die Oberherrschaft von Majapahit für eine Weile anerkannt zu haben, erlangte jedoch schließlich seine Unabhängigkeit.
Um seine Macht zu verherrlichen, errichtete Gajah Mada einen Tempel an der Grenze des Königreichs Singhasari im Osten von Java, um sich mit dem letzten König von Singhasari gleichzusetzen. Unter seiner Schirmherrschaft begann Prapanca mit der Komposition von Nāgarakertāgama das Epos von Majapahit. Unter seiner Anleitung wurde auch ein Gesetzbuch zusammengestellt, das in der javanischen Geschichte eine große Bedeutung hatte.

## Gajah Madas Tod und Folgen
Gajah Mada spielte auch eine wichtige Rolle in der Innenpolitik. Er hatte zahlreiche Positionen inne, darunter auch die des Chief Officer des Palastes. Die Bandbreite seiner Aktivitäten war so groß, dass Hayam Wuruk nach seinem Tod vier Minister ernennen musste, um die Positionen zu übernehmen, die zuvor allein Gajah Mada übertragen hatte. Gajah Madas Tod (1364) ereignete sich unter mysteriösen Umständen. Einige Autoren behaupten, er sei von Hayam Wuruk vergiftet worden, der gekommen war, um die Macht seines Ministers zu fürchten. Die Beweise sind jedoch nicht schlüssig.
Gajah Madas Rolle bei der Vereinheitlichung des indonesischen Archipels führte dazu, dass frühe indonesische Nationalisten ihn als großen Nationalhelden betrachteten, und die erste indonesische Universität in Jogjakarta, die 1946 gegründet wurde, wurde nach ihm benannt.